# Liberonautes
Liberonautes is een geslacht van kreeftachtigen uit de klasse van de Malacostraca (hogere kreeftachtigen).

## Soorten
- Liberonautes chaperi (A. Milne-Edwards, 1887)
- Liberonautes grandbassa Cumberlidge, 1999
- Liberonautes latidactylus (de Man, 1903)
- Liberonautes lugbe Cumberlidge, 1999
- Liberonautes nanoides Cumberlidge & Sachs, 1989
- Liberonautes nimba Cumberlidge, 1999
- Liberonautes paludicolis Cumberlidge & Sachs, 1989
- Liberonautes rubigimanus Cumberlidge & Sachs, 1989